# L'isola di Sachalin
(Anton Čechov)
L'isola di Sachalin (in russo Островъ Сахалинъ?, Ostrov" Sachalin") è un reportage di viaggio dello scrittore russo Anton Čechov. L'opera apparve dapprima sotto forma di articoli e poi, riveduta, fu pubblicata nel 1895 suscitando vasta eco in Europa per i racconti sulle condizioni brutali vigenti nelle colonie penali zariste.

## Tema
Nel marzo 1890, Čechov progettò un lungo viaggio attraverso la Siberia fino all'isola di Sachalin, territorio nell'estremo oriente dell'Impero russo, a nord del Giappone, allo scopo di rendersi conto delle condizioni di vita delle migliaia di detenuti condannati e delle loro famiglie, lì trasferiti nei cinque campi di lavoro forzato.
Dopo aver descritto la durezza del viaggio, la varietà di luoghi e di genti incontrati attraverso la Siberia, Čechov, in qualità di medico, compilò circa diecimila rapporti parlando con i detenuti e i loro familiari. L'autore, la cui salute era già cagionevole, rimase disgustato dalla corruzione dei carcerieri e inorridito dal trattamento riservato ai prigionieri e dal tipo di punizioni loro inflitte. Scrisse: «a Sachalin ci sono 860 famiglie legittime e 782 libere, e queste cifre definiscono a sufficienza la situazione familiare dei deportati che vivono nella colonia. Generalmente parlando, quasi la metà dell'intera popolazione adulta gode dei beni della vita familiare».
Il viaggio iniziò il 21 aprile 1890: percorse la grandissima isola di Sachalin da luglio a ottobre; l'itinerario si concluse via mare il 1º dicembre e il 17 dello stesso mese scrisse: «prima del viaggio la Sonata a Kreutzer mi sembrava un avvenimento, oggi mi appare assurda e ridicola. O il viaggio mi ha maturato o io sono impazzito».

## Nella letteratura
L'opera è citata nel romanzo 1Q84 di Haruki Murakami.

## Edizioni italiane
- Opere varie. Dalla Siberia - L'isola di Sachalin - Articoli - Taccuini - Diari - Dediche, Collana I Grandi Scrittori di ogni Paese. Sezione russa, Milano, Mursia, 1985, ISBN 978-88-42-58534-3.
- L'isola di Sachalin. Dagli appunti di viaggio, traduzione e cura di Giuseppe Garritano, Collana Universale 149, Roma, Editori Riuniti, 1985, ISBN 88-04-34093-2.
- L'isola di Sachalin. Appunti di viaggio, a cura di Giovanna Spendel, traduzione di Nadia Caprioglio e Giovanna Spendel, Collana Oscar Classici, Milano, Mondadori, 1989, ISBN 978-88-04-34093-5.
- Sahalin, l'isola dei deportati, traduzione di Bruno Osimo, Collana Miraggi 11, Milano, Touring Club Italiano, 1988, ISBN 978-88-36-51381-9.
- L'isola di Sahalìn (dagli appunti di viaggio), traduzione e cura di Bruno Osimo, Milano, Bruno Osimo, 2014, ISBN 978-88-98-46711-2.
- L'isola di Sachalin, traduzione e cura di Valentina Parisi, Collana Biblioteca 667, Milano, Adelphi, 2017, ISBN 978-88-45-93168-0.